# Karl Rohn

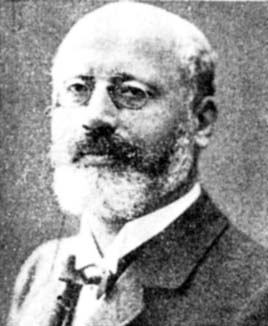
Karl Rohn

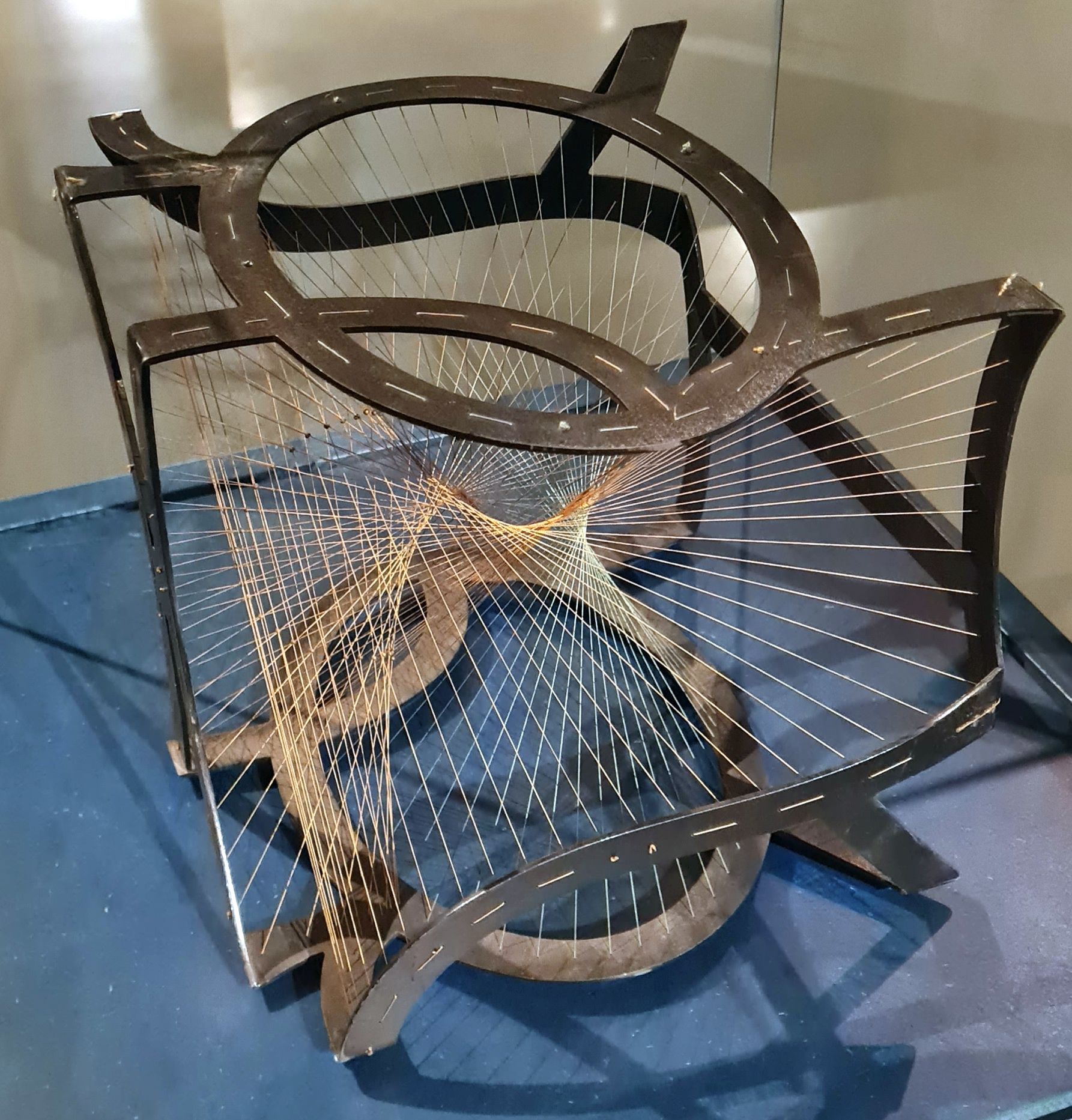
Karl Rohn: Fadenmodell (1892)

Karl Friedrich Wilhelm Rohn (* 25. Januar 1855 in Schwanheim; † 4. August 1920 in Leipzig) war ein deutscher Mathematiker, der sich mit Geometrie beschäftigte.

## Leben

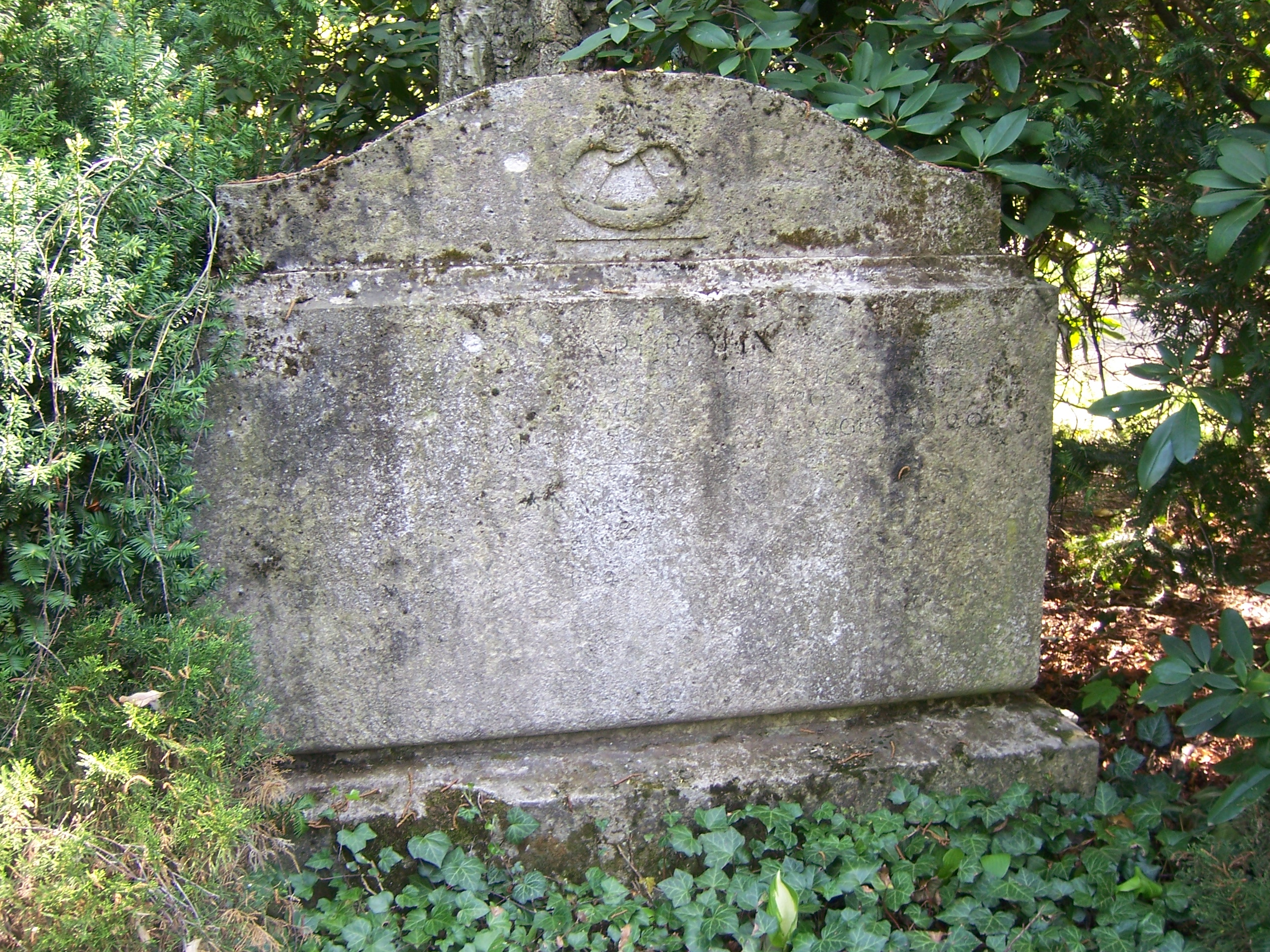
Grabstätte Karl Rohn auf dem Südfriedhof in Leipzig

Karl Rohn studierte in Darmstadt, Leipzig und München, u. a. bei Alexander von Brill, der ihn von einem anfänglichen Ingenieurstudium zur Mathematik hinführte. 1878 wurde er bei Felix Klein in München promoviert. 1879 habilitierte er sich in Leipzig. Gegenstand von Promotion und Habilitation war die Kummersche Fläche 4. Ordnung und ihr Zusammenhang mit hyperelliptischen Funktionen (mit Riemannflächen vom Geschlecht 2). Er löste damit ein damals aktuelles Forschungsthema, um das sich auch Klein selbst, Arthur Cayley und Heinrich Weber bemüht hatten. 1884 wurde er außerordentlicher Professor an der Universität Leipzig und ein Jahr später an der Technischen Hochschule Dresden, wo er 1887 Professor für Darstellende Geometrie wurde. 1904 wurde er Professor in Leipzig.
1920 starb er an den Folgen eines Schlaganfalls.
Neben seinen Arbeiten über die Kummersche Fläche und andere algebraische Flächen untersuchte er auch algebraische Raumkurven und vervollständigte dort die Klassifikationsarbeiten von Georges Halphen und Max Noether. Von ihm stammt auch ein Ellipsenzirkel.
1913 war er Präsident der Deutschen Mathematiker-Vereinigung.

## Schriften
- Die verschiedenen Gestalten der Kummer’schen Fläche. In: Mathematische Annalen. 18. Band. Leipzig 1881, S. 99–159. (online)
- mit Erwin Papperitz: Lehrbuch der Darstellenden Geometrie, 2 Bände, Leipzig 1893, 1896.
- mit L. Berzolari: Algebraische Raumkurven und abwickelbare Flächen. In: Enzyklopädie der mathematischen Wissenschaften. Erschienen 1926. (online)